# Dark Intervals
Dark Intervals från 1988 är ett soloalbum med pianisten Keith Jarrett . Det spelades in i april 1987 under en konsert i Suntory Hall, Tokyo.

## Låtlista
All musik är skriven av Keith Jarrett.
1. Opening – 12:53
2. Hymn – 4:58
3. Americana – 7:12
4. Entrance – 2:55
5. Parallels – 4:58
6. Fire Dance – 6:51
7. Ritual Prayer – 7:12
8. Recitative – 11:17

## Medverkande
- Keith Jarrett – piano